# Broderick Crawford

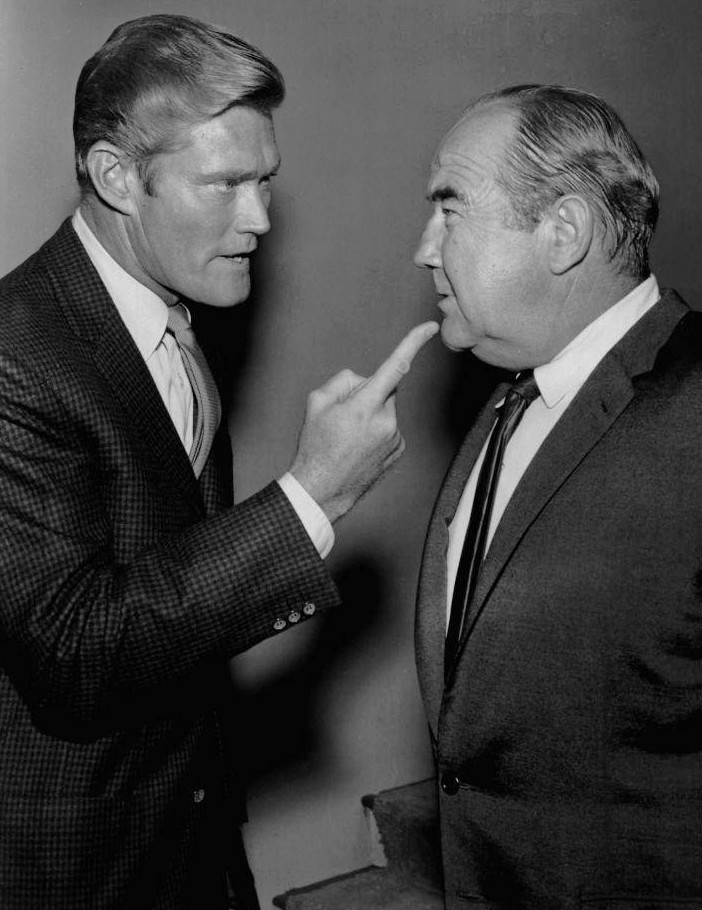
Chuck Connors și Broderick Crawford (dreapta) în 1963

Broderick Crawford (n. 9 decembrie 1911, Pennsylvania, SUA – d. 26 aprilie 1986, Rancho Mirage⁠(d), California, SUA), Rancho Mirage, California) a fost un actor american.

## Filmografie

### Anii 1930
- 1937 Woman Chases Man, regia John G. Blystone  - Hunk
- 1938 Start Cheering, regia Albert S. Rogell  - Biff Gordon
- 1939 Ambush, regia Kurt Neumann  - Randall
- 1939 Sudden Money  - Archibald 'Doc' Finney
- 1939 Undercover Doctor  - Eddie Krator
- 1939 Beau Geste  - Hank Miller
- 1939 Island of Lost Men  - Tex Ballister
- 1939 The Real Glory  - Lieut. Larson
- 1939 Eternally Yours  - Don Burns
- 1939 Slightly Honorable  - Russ Sampson

### Anii 1940
- 1940 I Can't Give You Anything But Love, Baby  - Michael G. 'Sonny' McGann
- 1940 When the Daltons Rode  - Bob Dalton
- 1940 Seven Sinners  - Little Ned
- 1940 Trail of the Vigilantes  - Swanee
- 1940 Texas Rangers Ride Again  - Mace Townsley
- 1941 The Black Cat  - Hubert A. Gilmore 'Gil' Smith
- 1941 Tight Shoes  - Speedy Miller
- 1941 Badlands of Dakota  - Bob Holliday
- 1941 South of Tahiti  - Chuck
- 1942 North to the Klondike  - John Thorn
- 1942 Butch Minds the Baby  - Aloysius 'Butch' Grogan
- 1942 Larceny, Inc.  - Jug Martin
- 1942 Broadway  - Steve Crandall
- 1942 Men of Texas  - Henry Clay Jackson
- 1942 Sin Town  - Dude McNair
- 1942 Keeping Fit  - Brod – Factory Worker
- 1946 The Runaround  - Louis Prentiss
- 1946 Black Angel  - Capt. Flood
- 1947 Slave Girl  - Chips Jackson
- 1947 The Flame  - Ernie Hicks
- 1948 The Time of Your Life  - Krupp (a bewildered policeman)
- 1948 Sealed Verdict  - Capt. Kinsella
- 1949 Bad Men of Tombstone  - William Morgan
- 1949 A Kiss in the Dark  - Mr. Botts
- 1949 Night Unto Night  - C.L. Shawn
- 1949 Anna Lucasta  - Frank
- 1949 Cariera de politician (All the King's Men), regia Robert Rossen - Willie Stark

### Anii 1950
- 1950 Cargo to Capetown  - Johnny Phelan
- 1950 Convicted  - George Knowland
- 1950 Born Yesterday  - Harry Brock
- 1951 Screen Snapshots: Hollywood Awards  - Himself
- 1951 The Mob  - Johnny Damico
- 1952 Scandal Sheet  - Mark Chapman aka George Grant
- 1952 Lone Star  - Thomas Craden
- 1952 Rainbow 'Round My Shoulder  - Broderick Crawford (nemenționat)
- 1952 Stop, You're Killing Me  - Remy Marko
- 1953 Ultimii comanși (Last of the Comanches), regia Andre DeToth - Sgt. Matt Trainor
- 1953 The Last Posse - Sheriff John Frazier
- 1954 Night People - Charles Leatherby
- 1954 Human Desire - Carl Buckley
- 1954 Down Three Dark Streets  - FBI Agent John 'Rip' Ripley
- 1955 New York Confidential, regia Russell Rouse - Charlie Lupo
- 1955 Big House, U.S.A.  - Rollo Lamar
- 1955 Not - a Stranger  - Dr. Aarons
- 1955 Escrocii (Il bidone), regia Federico Fellini - Augusto
- 1955 Man on a Bus  - Bus driver
- 1956 Ultimul pistolar din Cross Creek (The Fastest Gun Alive), regia Russell Rouse - Vinnie Harold
- 1956 Between Heaven and Hell  - Capt. 'Waco' Grimes - 'G' Co. CO
- 1958 The Decks Ran Red  - Henry Scott

### Anii 1960
- 1960 Goliath and the Dragon, regia Vittorio Cottafavi  - King Eurystheus
- 1961 Square of Violence  - Dr. Stefan Bernardi
- 1962 Convicts 4  - Warden
- 1963 The Virginian (episodul „A Killer in Town”) - George Wolfe
- 1963 The Castilian  - Don Sancho
- 1963 No temas a la ley  - Man in hotel (nemenționat)
- 1964 A House Is Not a Home  - Harrigan
- 1965 Up from the Beach  - MP Major
- 1966 Kid Rodelo  - Joe Harbin
- 1966 Mutiny at Fort Sharpe  - Colonel Lenox
- 1966 The Oscar  - Sheriff
- 1966 The Texican  - Luke Starr
- 1966 The Vulture  - Brian F. Stroud
- 1967 Red Tomahawk  - Columbus Smith

### Anii 1970
- 1970 Ransom Money  - Inspector Joseph Medford
- 1970 Hell's Bloody Devils  - Gavin
- 1970 The Naughty Cheerleader  - B.J Hankins
- 1970 Gregorio and His Angel  - Gregorio
- 1970 The Yin and the Yang of Mr. Go  - Parker
- 1972 Embassy  - Frank Dunniger
- 1972 Candidatul (The Candidate), regia Michael Ritchie  - Jarmon - Narrator (voce, nemenționat)
- 1973 Terror in the Wax Museum  - Amos Burns
- 1974 The Phantom of Hollywood  - Capt. O'Neal
- 1976 Won Ton Ton, the Dog Who Saved Hollywood  - Special Effects Man
- 1976 Look What's Happened to Rosemary's Baby  - Sheriff Holtzman
- 1976 Mayday at 40,000 Feet!  - Marshal Riese
- 1977 Proof of the Man  - Police Captain O'Brien
- 1977 The Private Files of J. Edgar Hoover  - J. Edgar Hoover
- 1979 The Hughes Mystery
- 1979 Mica romanță (A Little Romance), regia George Roy Hill - ca Broderick 'Brod' Crawford
- 1979 Vestul sălbatic (The Wild West), regia Laurence Joachim

### Anii 1980
- 1980 Harlequin  - Doc Wheelan
- 1980 There Goes the Bride () - Gas Station Attendant
- 1982 Liar's Moon  - Col. Tubman
- 1982  Den Tüchtigen gehört die Welt  - Mike Carrady
- 1983 The Creature Wasn't Nice  - Max the Computer (voce, nemenționat) (ultimul rol de film)
- 1987 Maharlika (titlu alternativ: Guerilla Strike Force) - Gen. Hadley